# Am Rothenbaum
O Am Rothenbaum é o local da principal quadra de tênis do ATP e WTA de Hamburgo, disputados no bairro Harvestehude de Hamburgo, Alemanha. Embora seja chamado de "Tennisstadion am Rothenbaum" (lit. Estádio de Tênis em Rothenbaum), hoje está oficialmente localizado no bairro Harvestehude de Hamburgo.

## História
O Aberto da Alemanha é disputado em Rothenbaum desde 1892, sendo o torneio de tênis mais antigo da Alemanha. O estádio atual foi construído em 1999 e tem capacidade para 13.200 espectadores. Posteriormente, foi diminuído para 10.000 lugares.

## Local
O "Tennisstadion am Rothenbaum"' está localizado no quarter de Harvestehude, na Hallerstraße 89, entre as ruas Rothenbaumchaussee e Mittelweg. A estação de metrô mais próxima é a de Hallerstraße, bem ao lado do complexo de tênis. O Außenalster, popular lago em Hamburgo, fica a cerca de 600 metros de distância.

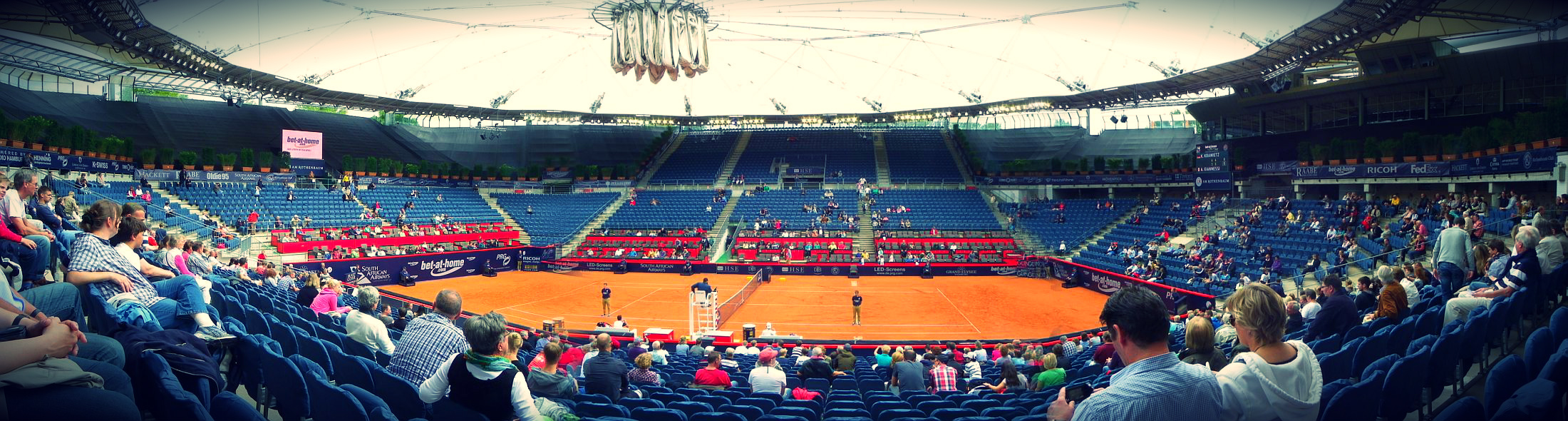
Quadra central do Am Rothenbaum durante o ATP de Hamburgo de 2012

## Galeria

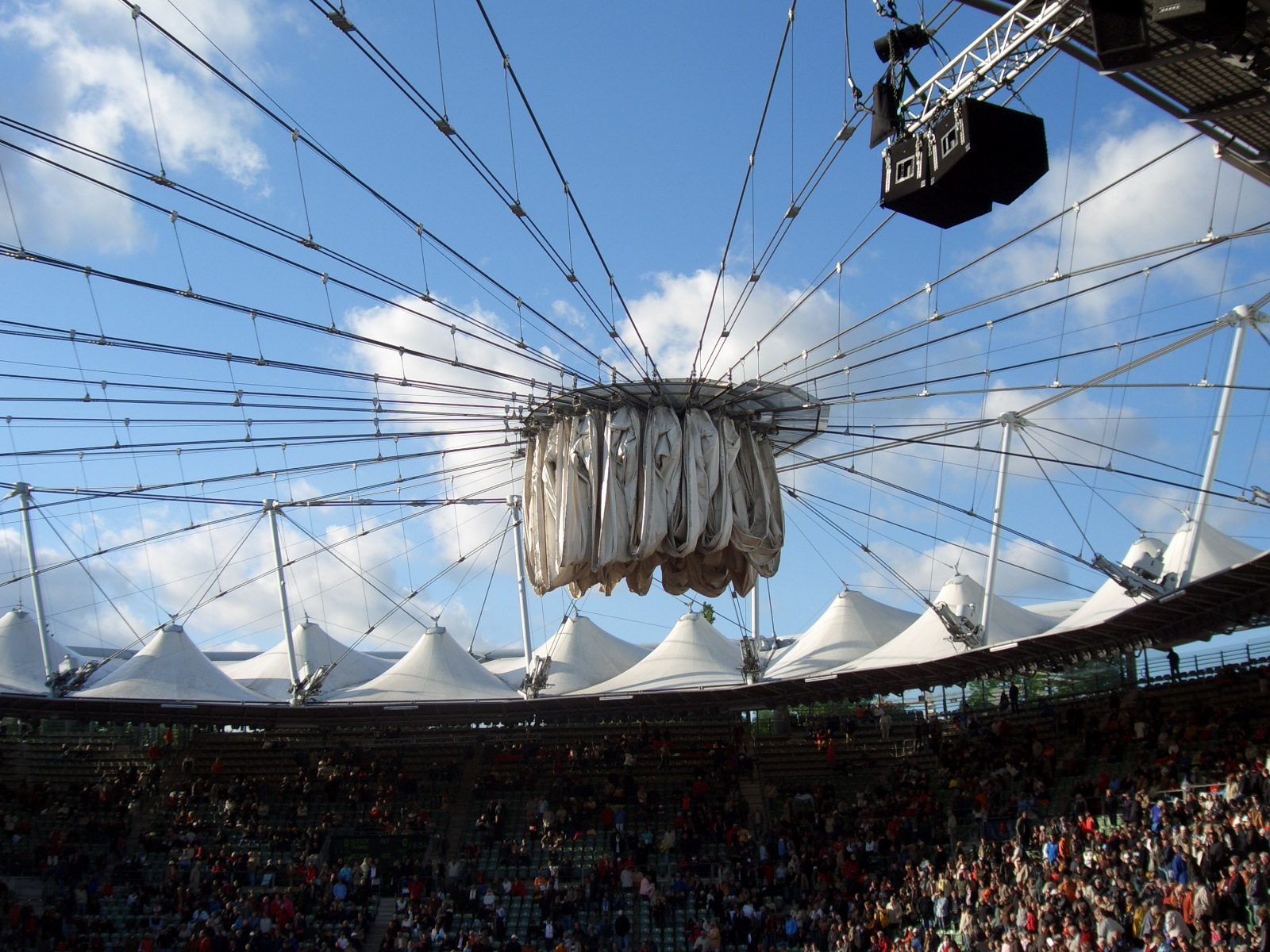
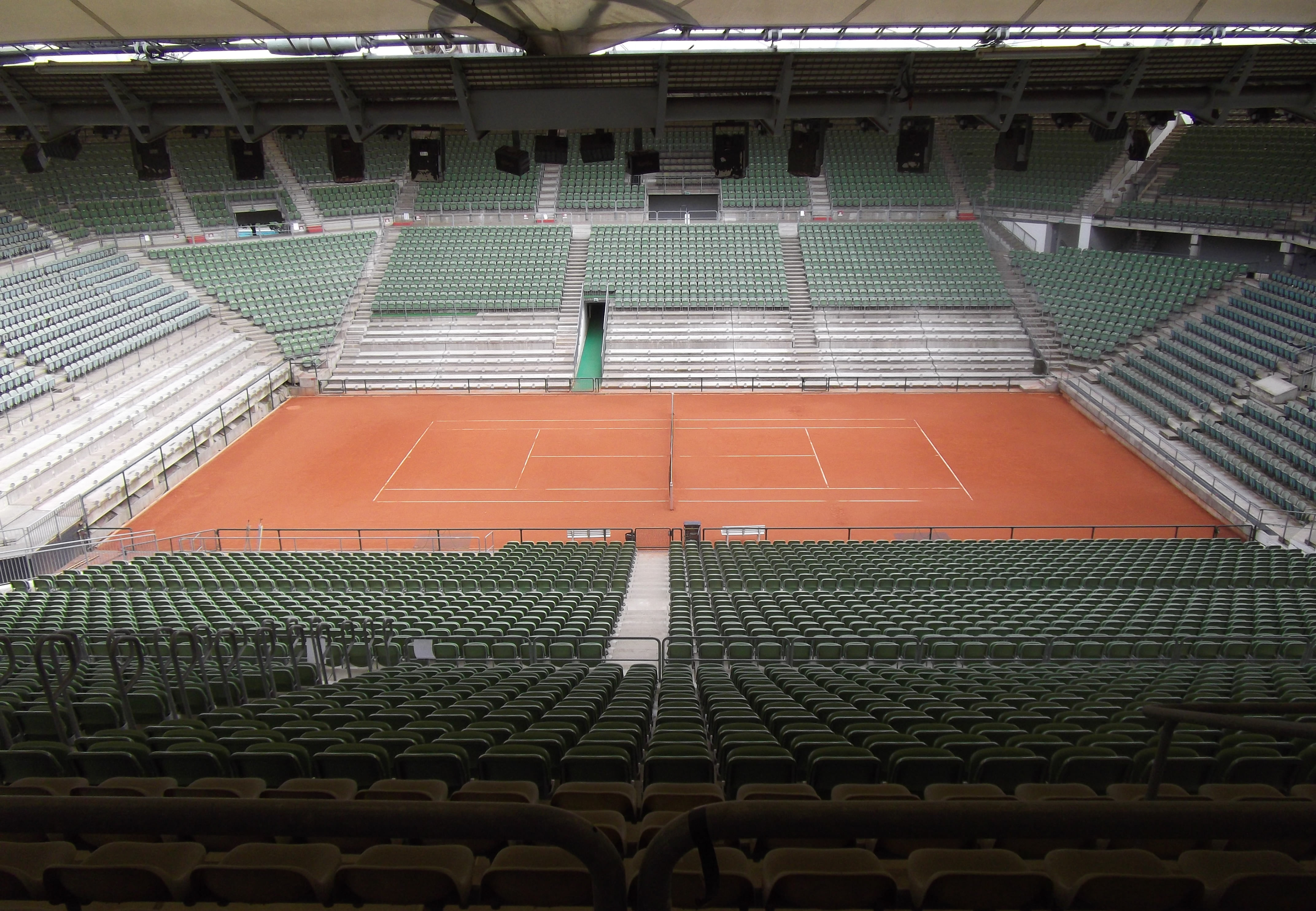
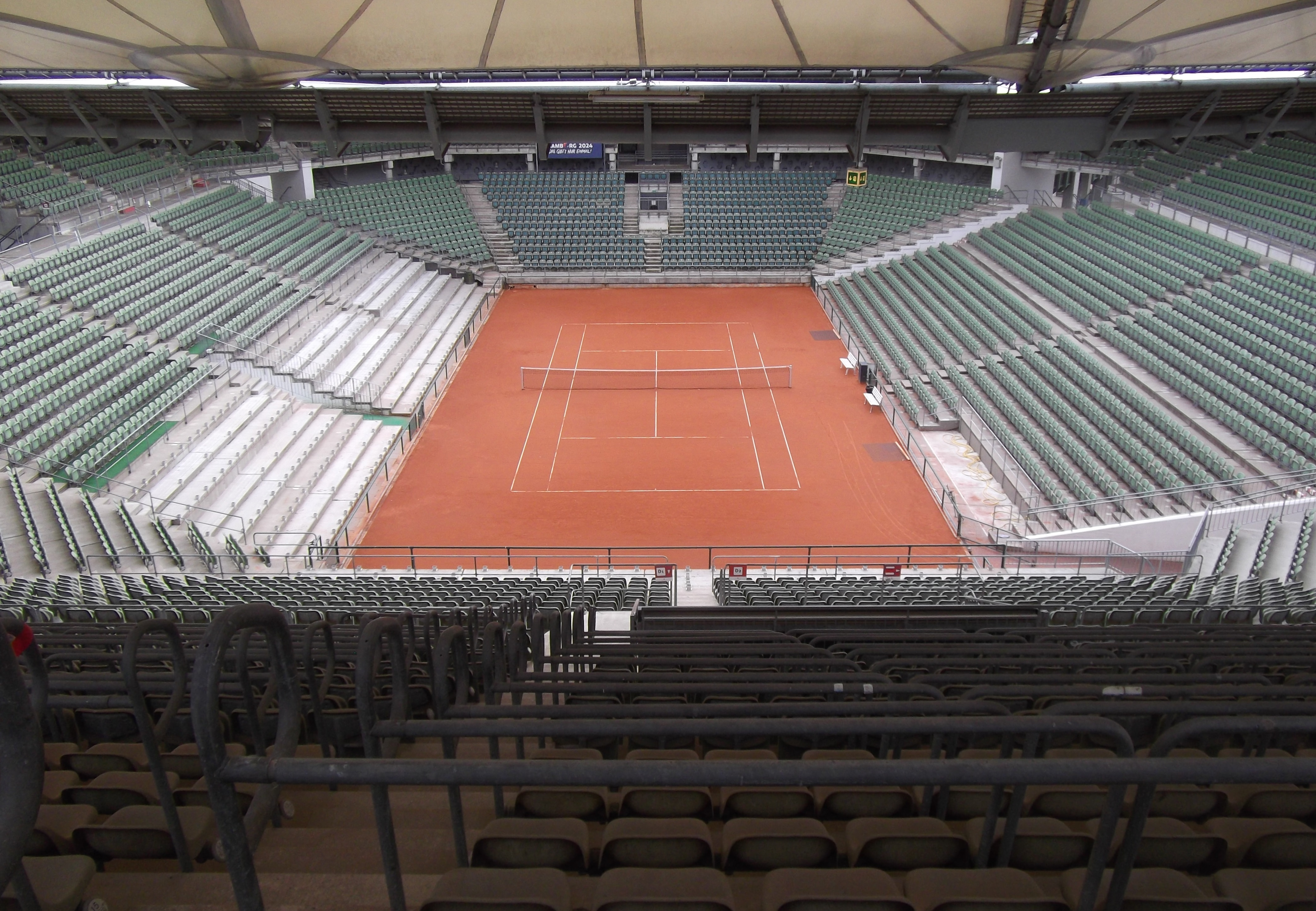
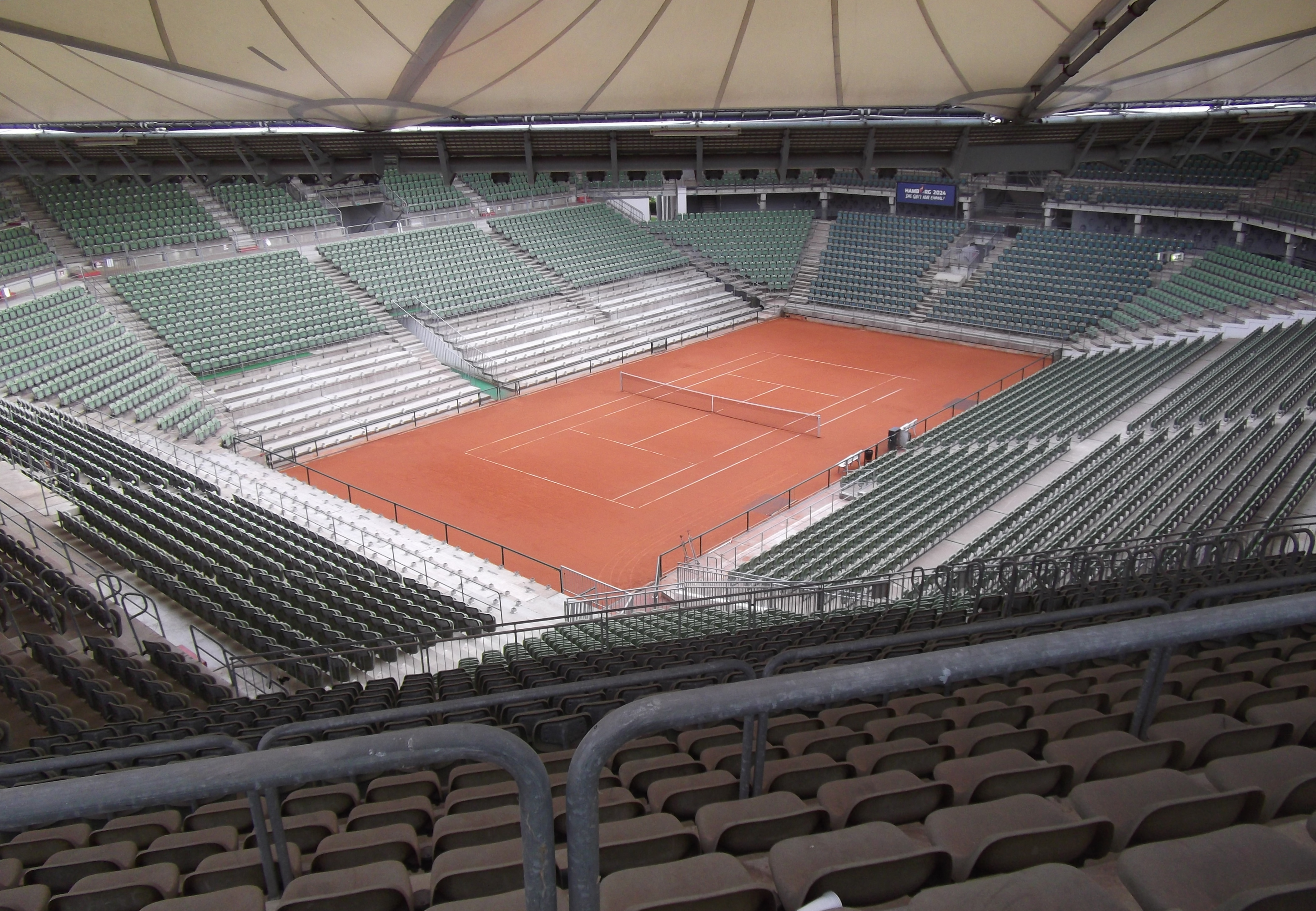
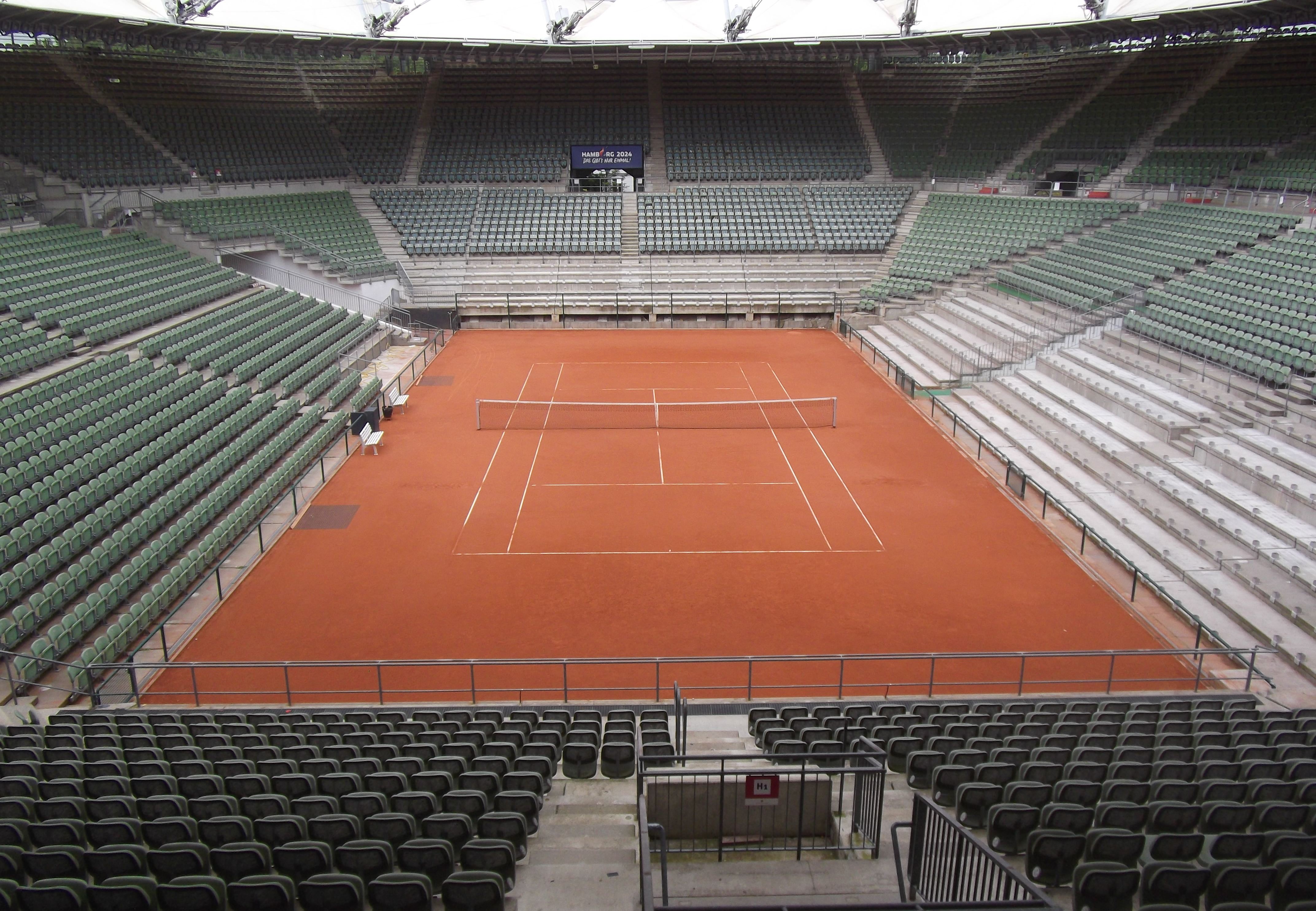
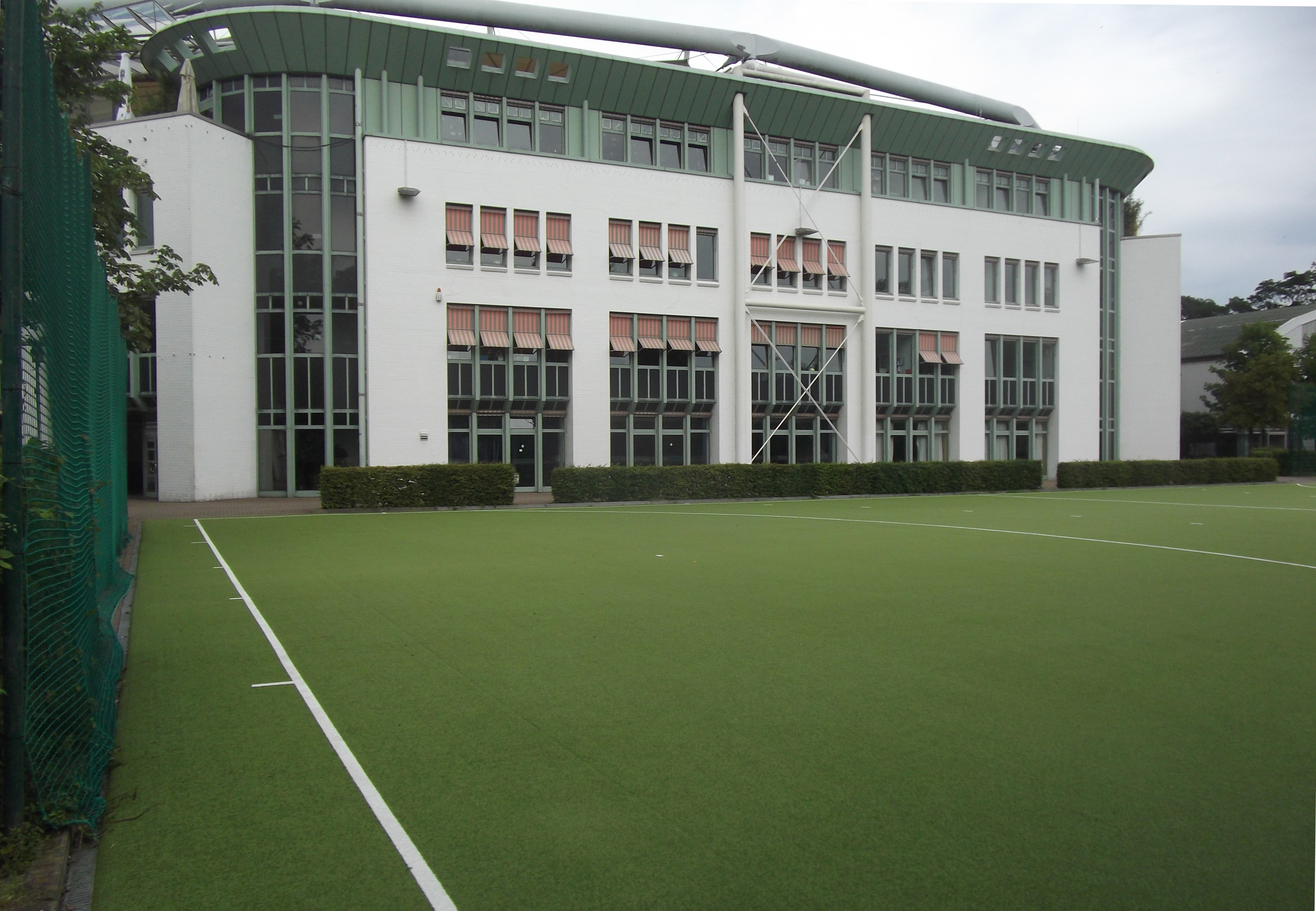
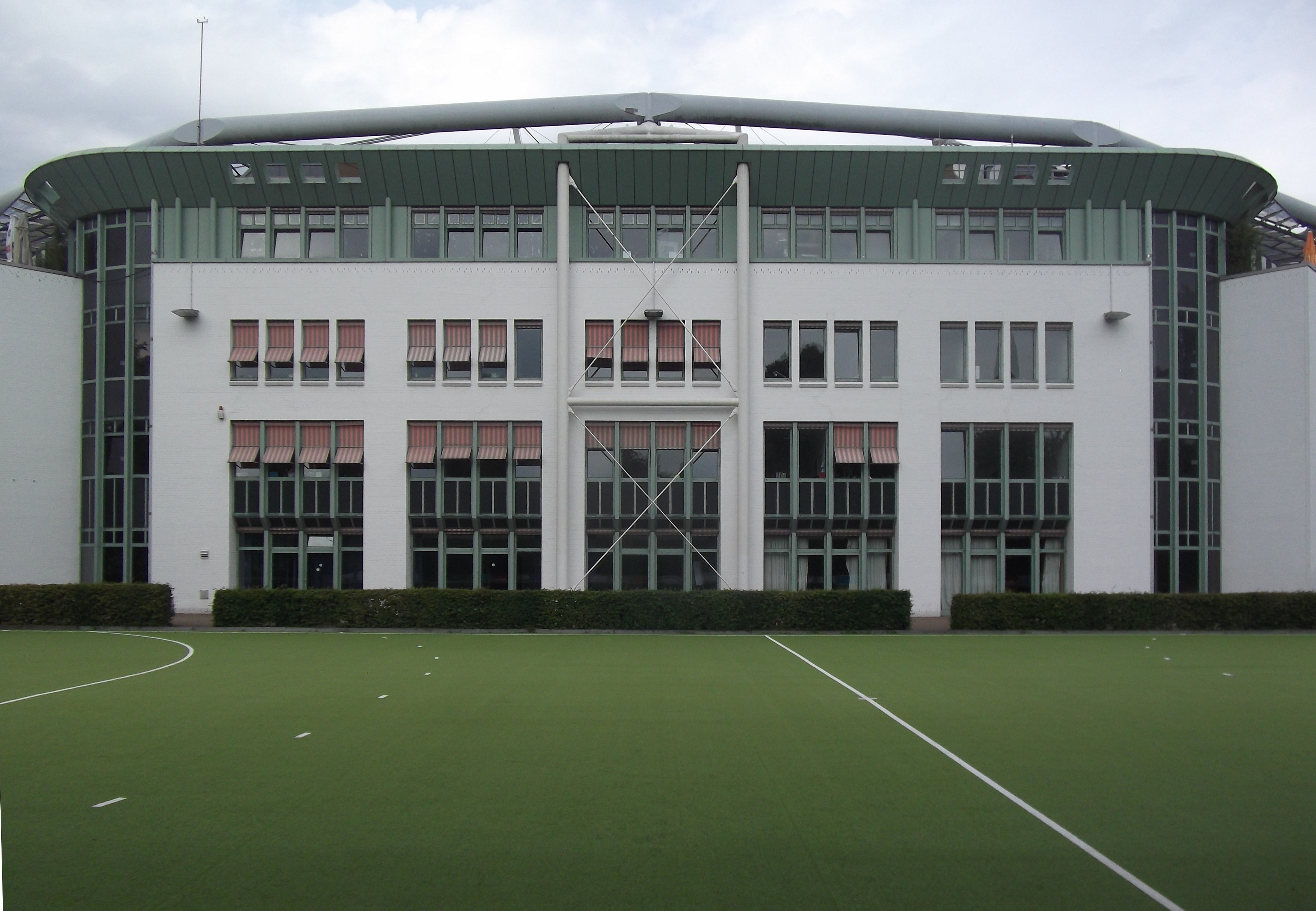
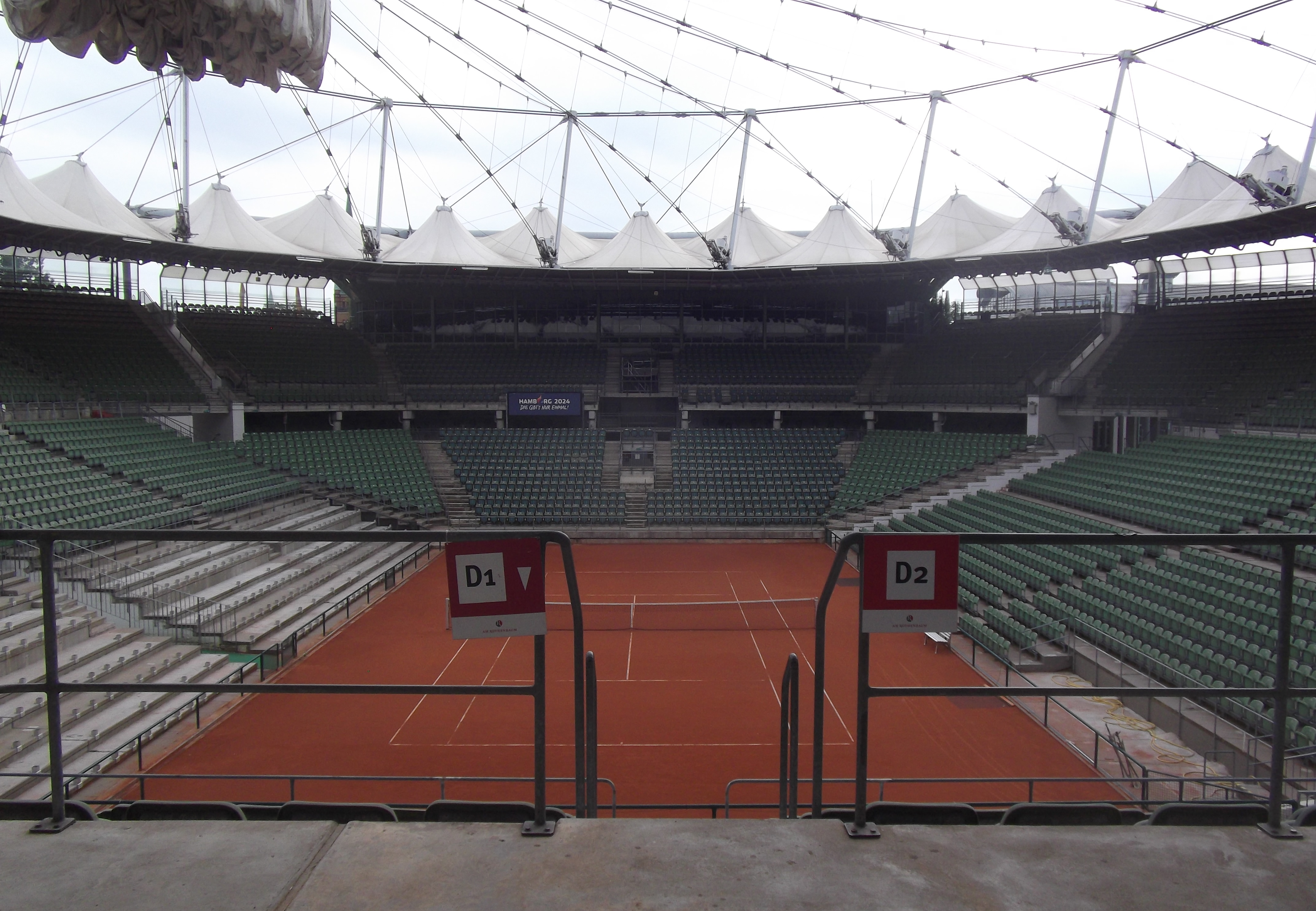
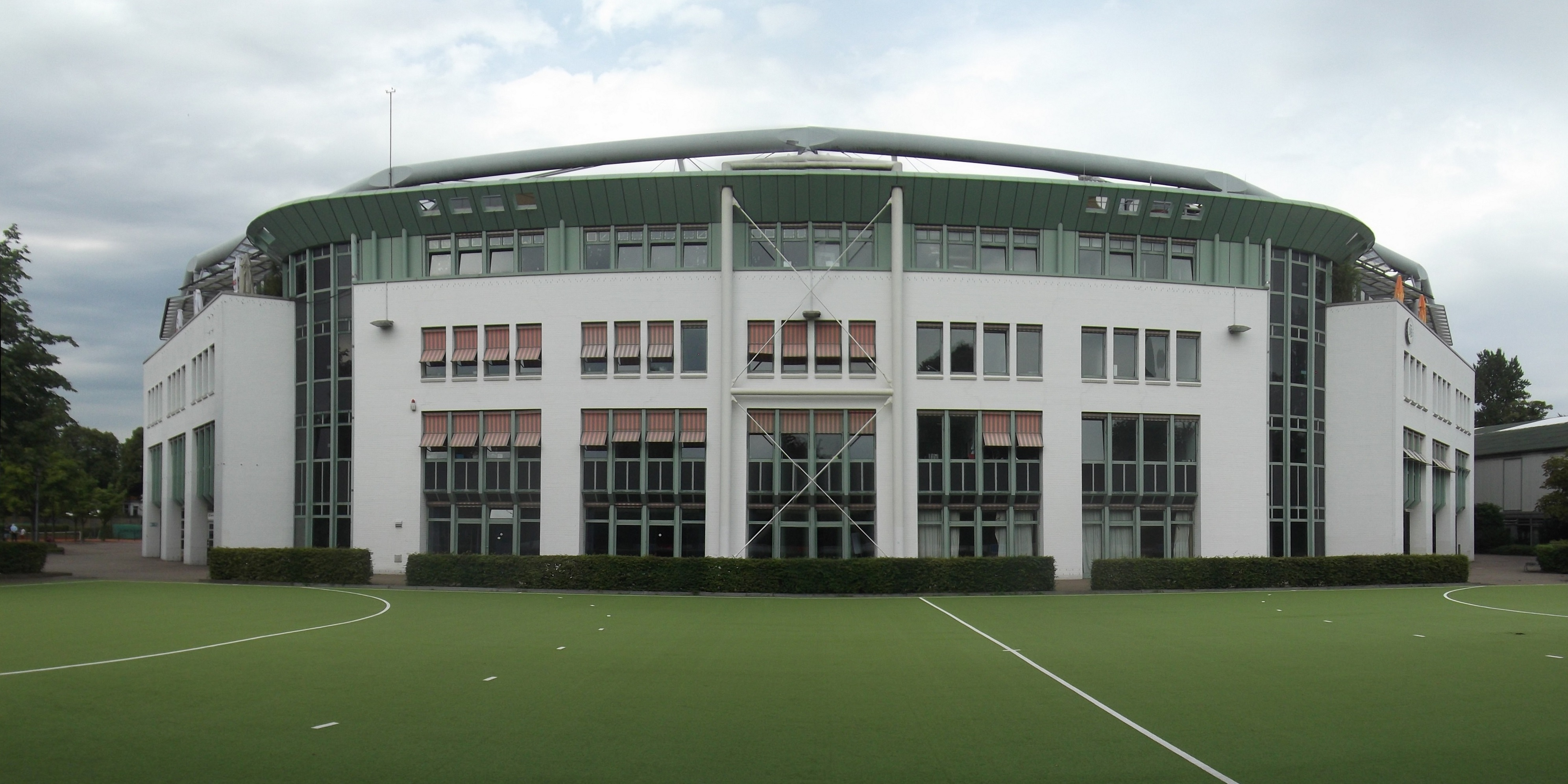